# 唐榮妃
靖僖榮妃，亦稱為唐榮妃（？—1524年），明朝明憲宗朱見深之妃，疑曾為明憲宗誕育皇女（或為生母不明且早夭的皇四女或皇五女長泰公主）。

## 生平
唐氏的出生及入宮時間均待考。成化二十三年七月二十七日（1487年8月15日），以英國公張懋為正使，吏部尚書萬安為副使，持節冊封宸妃邵氏為貴妃，張氏（益端王朱祐槟、衡恭王朱祐楎與汝安王朱祐梈生母）為德妃，郭氏（永康公主生母）為惠妃，章氏（德清公主生母）為麗妃，姚氏（壽定王朱祐榰生母）為安妃，王氏（早夭皇子生母）為敬妃，唐氏為榮妃，楊氏（涇簡王朱祐橓、申懿王朱祐楷生母）為恭妃，潘氏（榮莊王朱祐樞生母）為端妃，岳氏（仙游公主生母）為靜妃。這批新冊封的明憲宗妃中，唐榮妃是唯一一位沒有明確記載曾為明憲宗生育子女的。然而，有研究學者參考榮妃冊文中「矧夢虺之祥，已協敘升之命」之句，認為夢見虺在古代被視為生女的吉祥預兆，故而推測唐氏曾經為明憲宗誕育皇女，但尚需考證。
嘉靖三年九月十七日（1524年10月13日），唐榮妃薨逝，明憲宗的孫子明世宗朱厚熜輟朝三日，並賜祭葬冊謚如議。唐榮妃的諡號為靖僖，稱為靖僖榮妃，但亦曾被誤記為靜僖榮妃。《太常續考》稱唐榮妃與其他十二位妃俱葬金山口，合葬於同一墓。1963年，考古發掘鑲紅旗營妃嬪墓，七位明憲宗之妃均是獨立墓葬，業已被盜，棺槨破碎，屍骨失散。僅知其中有王順妃等三人，其餘身份不詳:431。未知，唐榮妃是否在其中。